# Elmar Tepp
Elmar Tepp (* 17. Apriljul. / 30. April 1913greg. in Tallinn, Gouvernement Estland; † 30. April 1943 in Kalinin, Sowjetunion) war ein estnischer Fußballspieler.

## Karriere
Elmar Tepp wurde 1913 in Tallinn der Hauptstadt des Gouvernements Estland geboren. Er begann seine fußballerische Karriere beim Tallinna SS Põhjala. Ab Mitte der 1930er Jahre spielte er für Club VVS Puhkekodu Tallinn als aktiver Fußballspieler. Von 1938 bis 1940 war sein Heimatverein JS Estonia Tallinn. 1937/38 wurde er estnischer Meister und 1939/40 Vizemeister.
Im Juli 1937 debütierte Tepp in der Estnischen Nationalmannschaft als Verteidiger gegen Rumänien. Tepp nahm zudem mit der Nationalelf an der Qualifikation für die 3. Weltmeisterschaft 1938 teil. Nach einem Sieg über Litauen und einem Unentschieden gegen Lettland konnte Tepp mit Estland 1938 den Baltischen Pokal gewinnen.
Für Estland kam Elmar Tepp auf insgesamt 18 Einsätze, bei denen er ohne Torerfolg blieb.

## Tod
Elmar Tepp wurde 1941 während des Zweiten Weltkrieges in die Rote Armee eingezogen. Er kämpfte dort für die Sowjetunion zusammen mit seinen Teamkameraden aus der estnischen Nationalmannschaft Heinrich Uukkivi und Richard Kuremaa in der Schlacht von Welikije Luki. Er wurde infolge der Kampfhandlungen von den Deutschen gefangen genommen und konnte sich später aus dieser befreien. Tepp wurde im April 1943 von einem sowjetischen Kriegsgericht zur Todesstrafe verurteilt, die in eine 15-jährige Haftstrafe umgewandelt wurde. Elmar Tepp starb einen Monat nach dem Urteil im Alter von 30 Jahren (vermutlich durch Folter) im Kriegsgefangenenlager 384 oder 395 in Kalinin.

## Erfolge
- Baltic Cup: 1938